# Кастело ди Брјанца
Кастело ди Брјанца (итал. Castello di Brianza) је насеље у Италији у округу Леко, региону Ломбардија.
Према процени из 2011. у насељу је живело 2200 становника. Насеље се налази на надморској висини од 307 м.

## Становништво
| 1936. | 1951. | 1961. | 1971. | 1981. | 1991. | 2001. | 2011. |
| ----- | ----- | ----- | ----- | ----- | ----- | ----- | ----- |
| 1.323 | 1.424 | 1.554 | 1.567 | 1.766 | 1.930 | 2.200 | 2.475 |